# Asten (Niederlande)
Asten (anhörenⓘ) (brabantisch Ááste) ist eine Gemeinde in der Provinz Noord-Brabant. Die Gemeinde bildet einen Teil des Samenwerkingsverband Regio Eindhoven, eine Institution, die  Ähnlichkeit zu einer Kreisverwaltung in Deutschland aufweist.

## Lage und Wirtschaft
Asten liegt ca. 10 km von Helmond und 20 km von Eindhoven entfernt. Die Buslinie 20 verbindet diese beiden Städte mit Asten.
In Asten befindet sich die weltbekannte Königliche Glockengießerei Eijsbouts. 1993 wurde hier die größte Glocke der Welt, ein Geschenk der britischen Königin Elisabeth II. an Neuseeland, gegossen.
Weiter ist die Landwirtschaft mit Ackerbau und Schweinemast von Bedeutung.

## Sehenswürdigkeiten

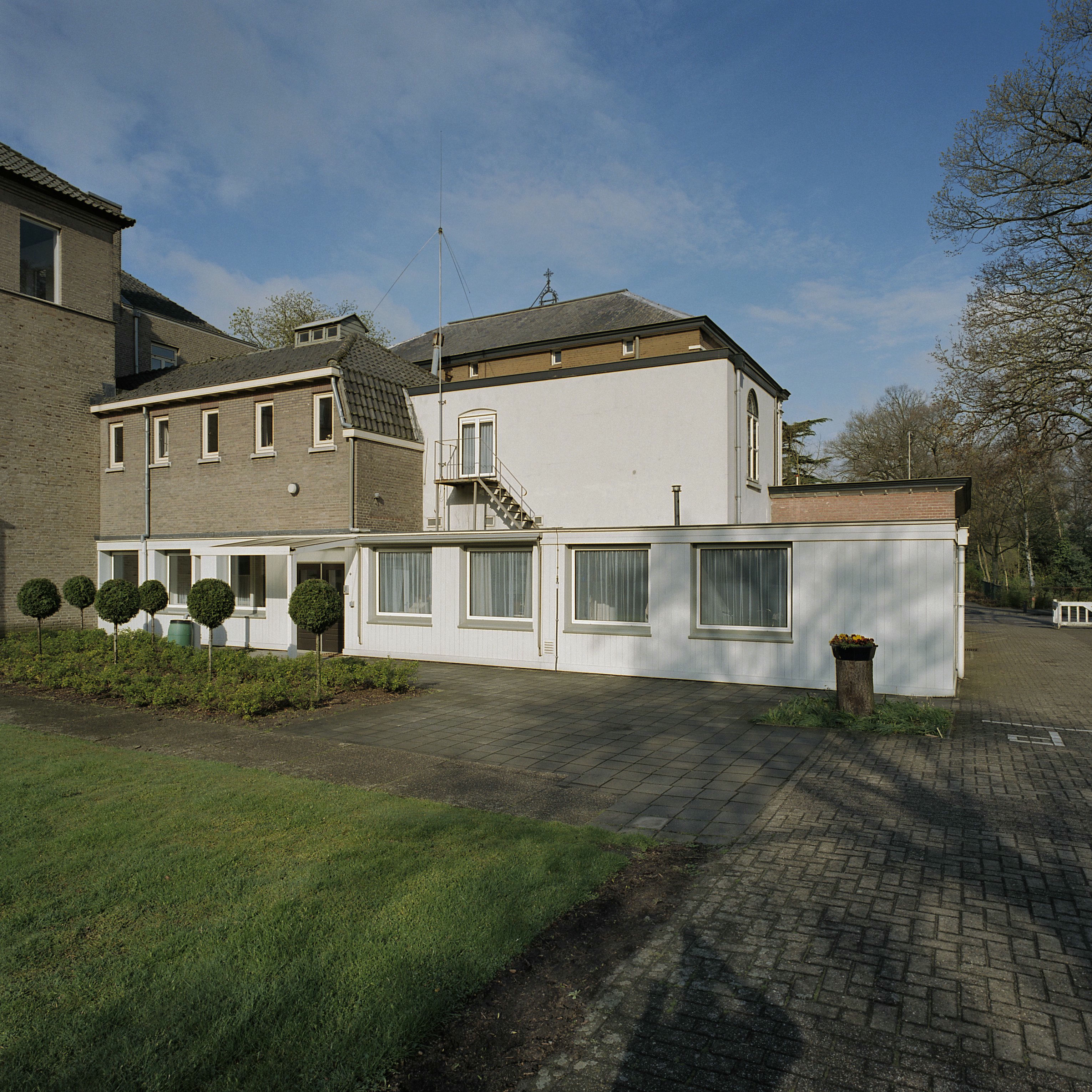
Kloster der Franziskaner in Asten

Sehenswert sind das Glockenspielmuseum (Nationaal Beiaardmuseum), die neogotische Kirche Unserer Lieben Frau (O. L. Vrouwe),  nach einem Entwurf von Caspar Franssen gegen Ende des 19. Jahrhunderts entstanden, und das 1940 nach Plänen von Alexander Jacobus Kropholler errichtete Rathaus.
Auf dem Gemeindegebiet liegt ein großer Teil des Nationalparks De Groote Peel, ein Hochmoorgebiet, das durch Wanderwege erschlossen ist.

## Übrige Siedlungen
Heusden (etwa 2575 Einwohner, 3 km südlich von Asten) und Ommel (etwa 1035 Einwohner).

## Politik
Die CDA konnte die letzte Gemeinderatswahl im Jahre 2018 gewinnen. In der Legislaturperiode von 2018 bis 2022 besteht die Koalition aus den Parteien Algemeen Belang, CDA und Leefbaar Asten.

### Gemeinderat
Der Gemeinderat wird seit 1982 folgendermaßen gebildet:
| Partei                        | Sitze | Sitze | Sitze | Sitze | Sitze | Sitze | Sitze | Sitze | Sitze | Sitze | Sitze |
| Partei                        | 1982  | 1986  | 1990  | 1994  | 1998  | 2002  | 2006  | 2010  | 2014  | 2018  | 2022  |
| ----------------------------- | ----- | ----- | ----- | ----- | ----- | ----- | ----- | ----- | ----- | ----- | ----- |
| CDA                           | 5     | 5     | 5     | 4     | 4     | 4     | 5     | 4     | 4     | 5     | 5     |
| Samen voor Asten a            | –     | –     | –     | –     | –     | –     | –     | –     | –     | –     | 5     |
| Algemeen Belang b             | 3     | 4     | 4     | 3     | 4     | 3     | 3     | 3     | 5     | 4     | 4     |
| Progressieve Groepering Asten | 3     | 3     | 3     | 3     | 3     | 3     | 4     | 3     | 2     | 2     | 2     |
| PvdA                          | –     | –     | 3     | 3     | 3     | 3     | 4     | 3     | 2     | –     | –     |
| VVD                           | –     | –     | –     | 2     | 2     | 2     | 2     | 2     | 1     | 1     | 1     |
| Leefbaar Asten a              | 4     | 3     | 3     | 3     | 2     | 3     | 3     | 3     | 3     | 3     | –     |
| D66 a                         | –     | –     | 2     | 2     | 1     | 1     | 0     | 2     | 2     | 2     | –     |
| Hart voor Asten a             | –     | –     | –     | –     | –     | –     | –     | 2     | 2     | 2     | –     |
| GroenLinks                    | –     | –     | –     | –     | 1     | 1     | 0     | –     | –     | –     | –     |
| Gesamt                        | 15    | 15    | 17    | 17    | 17    | 17    | 17    | 17    | 17    | 17    | 17    |

Anmerkungen

### Kollegium von Bürgermeister und Beigeordneten
Folgende Personen gehören zum College van burgemeester en wethouders der Gemeinde Asten:
Bürgermeister
- Anke van Extel-van Katwijk (CDA; Amtsantritt: 20. Januar 2021)[1]

Beigeordnete
- Theo Martens (CDA)
- Henk van Moorsel (Algemeen Belang)
- Janine Spoor (Leefbaar Asten)

Gemeindesekretär
- Wil Verberkt

## Städtepartnerschaft
- Samtgemeinde Hattorf am Harz, Deutschland[6]

## Söhne und Töchter der Stadt
- Hendrikus van Bussel (1868–1951), Bogenschütze
- Piet Raijmakers (* 1956), Springreiter
- Cor Mutsers (* 1957), Gitarrist
- Barthezz (* 1980), DJ